# Арпад Вейс
Арпад Вейс (угор. Weisz Árpád, 16 квітня 1896, Шольт — 31 січня 1944, Освенцим) — угорський футболіст, що грав на позиції нападника. По завершенні ігрової кар'єри — тренер. Співавтор книги «Гра футбол».

## Клубна кар'єра
Арпад Вейс почав свою кар'єру у клубі «Тьореквеш» як лівий нападник. У цьому клубі він грав разом із Ференцем Хірзером. Команда в ті роки була одним з лідерів угорського футболу, проте все ж скласти гідну конкуренцію МТК не могла.
У 1923 році Вейс поїхав до Чехословаччини у клуб «Маккабі» з міста Брно. Склад «Маккабі» початку-середини 1920-х років складався переважно з угорських євреїв, що грали у своїй відокремленій лізі, яка складалася з команд, що знаходяться в кількох центральноєвропейських країнах. Клуб привертав до себе безліч гравців завдяки тому, що він був одним з небагатьох професійних клубів, де футболісти отримували за свою гру гроші. Клуб багато подорожував по Європі, проводячи виставкові матчі. Коли «Маккабі» проводив ігри в Італії, кількою гравців з клубу помітили місцеві клуби і запросили їх до себе, одним із запрошених став Вейс.
Вейс перейшов до «Падови», за яку відіграв один сезон (за іншими даними грав за «Алессандрію»), а потім в «Інтернаціонале», де завершив свою ігрову кар'єру через важку травму.

## Виступи за збірну
1922 року дебютував в офіційних матчах у складі національної збірної Угорщини. Протягом кар'єри у національній команді, яка тривала усього 2 роки, провів у формі головної команди країни 6 матчів.
У складі збірної був учасником футбольного турніру на Олімпійських іграх 1924 року у Парижі, де, щоправда, на поле не виходив.

## Кар'єра тренера
Свою тренерську кар'єру Вейс розпочав асистентом головного тренера «Алессандрії». А в 1926 році очолив міланський «Інтернаціонале». Вейс тренував «Інтер» протягом двох сезонів, але клуб знаходився в ті роки лише в середині таблиці. Проте саме при Вейсі в основному складі «Інтера» дебютував 17-річний Джузеппе Меацца. У 1928 році Вейс залишив команду на свого співвітчизника Йозефа Віолу, а сам поїхав у Південну Америку, де вивчав футбол в Аргентині й Уругваї. Після повернення в Італію, Вейс знову очолив «Інтер», що тоді вже називався «Амброзіана», і привів клуб до перемоги в чемпіонаті Італії сезону 1929/30. Цей сезон став першим в італійському футболі, який змінив назву ліг на Серії А, В та С і став проводитись без розподілу на підгрупи. У 1930 році Вейс довів «Інтер» до півфіналу кубка Мітропи, але в ньому клуб програв празькій «Спарті», а в чемпіонаті посів лише 5-е місце, після чого Вейс був звільнений.
Відразу після звільнення, Вейс очолив клуб «Барі», що тільки вийшов в Серію А. «Барі» виступав не дуже вдало, але все ж зайняв 16-е місце. Клуби, починаючи з 17-го місця вилітали з Серії А, тому «Барі» зберіг прописку у вищому італійському дивізіоні. А «Інтер», який звільнив Вейса, провів сезон невдало, і по його закінченні запросив спеціаліста назад. Вейс з «Амброзіаною» зміг зайняти 2-е місце в чемпіонаті і довести клуб до фіналу кубка Мітропи, де італійці програли віденській «Аустрії», за сумою двох матчів 2:3. Після цього Вейс був замінений на співвітчизника Дьюлу Фельдманна.
Після недовгої роботи з клубом Серії В «Новарою», Вейс очолив «Болонью». І якщо в перший сезон клуб опинився в середині таблиці, то в двох наступних «Болонья» вигравала чемпіонат. Але незважаючи на успіхи на внутрішній арені, в Кубку Мітропи «Болонья» двічі вилітала вже після першого туру змагання. Також великим успіхом була перемога у Виставковому кубку, в фіналі якого «Болонья» перемогла англійський «Челсі», з рахунком 4:1. У жовтні 1938 році Вейс був змушений покинути свою посаду: закон, виданий в Італії, забороняв працювати у футболі євреям.
У січні 1939 році Вейс, разом з сім'єю, побоюючись арешту, виїхав з Італії і переїхав спочатку у Париж, де безуспішно, протягом 3-х місяців, намагався знайти клуб, який погодився б, щоб його тренував єврей. А потім в Нідерланди, де він навесні 1939 року очолив місцевий «Дордрехт», з яким тренер спочатку зміг залишитися у вищому голландському дивізіоні, а потім зайняв найвище в історії клубу 5-те місце.
Після заняття Нідерландів німецькими військами життєві умови Вейса ставали все гірше, і 29 вересня 1941 року був виданий закон, що забороняє приймати на роботу євреїв, а також відвідувати їм стадіони, школи і ресторани, а також надсилати листи. Вейс хотів виїхати з Дордрехта, але це коштувало грошей, яких у сім'ї не було. А в серпні 1942 року він, разом з родиною був заарештований і направлений у концтабір Вестерборк, а через деякий час, 2 жовтня, його розділили з сім'єю і перевели в концтабір Освенцім, де він повинен був працювати на нацистський режим. 5 жовтня 1942 року, по прибутті в Освенцім, його дружина Олена (Ілона) Рекнітцер і обидві дитини Роберто (12 років) і Клара (8 років) були вбиті в газовій камері. Сам Вейс їх ненадовго пережив: він був знайдений мертвим вранці 31 січня 1944 року.
На честь пам'яті Вейса, в 2007 року директор італійського футбольного журналу «Guerin Sportivo» Маттео Марані, написав про нього книгу «Dallo scudetto ad Auschwitz» («Від скудетто до Аушвіцу»). 21 травня 2009 року 4-й щорічний футбольний юнацький «Турнір Пам'яті», що проходить у Римі і присвячений пам'яті жертвам голокосту 1939–1945 років був названий ім'ям Арпада Вейса

## Статистика виступів

### Статистика виступів за збірну
| Дата       | Місто    | Господарі | Результат | Гості     | Турнір           | Голи | Примітки |
| ---------- | -------- | --------- | --------- | --------- | ---------------- | ---- | -------- |
| 15/06/1922 | Будапешт | Угорщина  | 1 – 1     | Швейцарія | товариський матч | -    |          |
| 24/09/1922 | Відень   | Австрія   | 2 – 2     | Угорщина  | товариський матч | -    |          |
| 26/11/1922 | Будапешт | Угорщина  | 1 – 2     | Австрія   | товариський матч | -    |          |
| 04/03/1923 | Генуя    | Італія    | 0 – 0     | Угорщина  | товариський матч | -    |          |
| 11/03/1923 | Лозанна  | Швейцарія | 1 – 6     | Угорщина  | товариський матч | -    |          |
| 06/05/1923 | Відень   | Австрія   | 1 – 0     | Угорщина  | товариський матч | -    |          |
| Усього     |          | Матчів    | 6         |           | Голів            | 0    |          |

## Титули і досягнення
- Чемпіон Італії (3):

«Амброзіана-Інтер»: 1929–1930
«Болонья»: 1935–1936, 1936–1937